# مارك باينا
مارك باينا (بالإنجليزية: Mark Baena)‏ هو لاعب كرة قدم أمريكي، ولد في 27 نوفمبر 1968 في ماونتن فيو في الولايات المتحدة. لعب مع سان خوسيه إيرثكويكس.

## وصلات خارجية
- مارك باينا على موقع قاعدة بيانات كرة القدم.إي يو (الإنجليزية)